# Marìa Guiomar Vucetich
Marìa Guiomar Vucetich est une paléontologue d'Argentine.

## Biographie
Elle est notamment l'auteur du genre Callistomys avec Louise Emmons en 1998.
- Marìa Guiomar Vucetich, Diego H. Verzi, Jean-Louis Hartenberger. Review and analysis of the radiation of the south American Hystricognathi (Mammalia, Rodentia). Comptes Rendus de l'Académie des Sciences - Series IIA - Earth and Planetary Science. Ed. Elsevier. 30 November 1999.
- Marìa Guiomar Vucetich, Rodents (Mammalia) of the Lacayani Fauna revisited (Deseadan, Bolivia): comparison with new Chinchillidae and Cephalomyidae from Argentina
- etc.